# Стефан Сърбин
Кир Стефан Сърбин (на сръбски: Стефан Србин/Stefan Srbin; на немски: Kir Stefan der Serbe; * ок. 1360; † ок. 1430) e сръбско православен монах. Той компонира византийски църковни песни на църковнославянски-старосръбски и гръцки език.
Понеже до края на XIV век не е запазено нито едно сръбско музикално произведение, неговите произведения се броят към най-старите в сръбската музикална история. За него има много малко информация. Според Andrija Jakovljević той е живял от 1360 до 1430 г. в Монашеската република Атон, евентуално в Хилендарския манастир. Други историци смятат, че той е живял през средата на XV век в Смедерево и че е идентичен с намерения в писания от това време Стефан Доместик, син на сръбския деспот Георги Бранкович.
Неговото най-значимо произведение е песента Ninja sili nebesnije s nami nevidimo služet (на кирилица: Ниња сили небесније с нами невидимо служет). Единствения ръкопис на тази песен от 15 век изгаря по време на бомбардировката на Белград от германските въздушни сили през 1941 г. през Втората Световна война.
Певецът Pavle Aksentijević представя в албумите си множество произведения на Стефан.
Стефан Сърбин е споменат през 1980 г. в музикания речник Grove Dictionary of Music and Musicians, vol. 18, London 1980, стр. 93 като исторически музикант.